# The Son (série de televisão)
The Son é uma série de televisão no estilo western e drama. A série é baseada no romance de 2013 de mesmo nome de Philipp Meyer. A série foi criado e desenvolvido por Meyer, Brian McGreevy, e Lee Shipman. A série teve 10 episódios na primeira temporada e estreou no AMC em 8 de abril de 2017.
Em 12 de Maio de 2017, a série foi renovada para uma segunda temporada.

## Elenco
- Pierce Brosnan como Eli McCullough, um texano barão de gado que tem interesse na indústria do petróleo
  - Jacob Lofland como o Eli (jovem) (conhecida para o Comanche como Tiehteti Taiboo "Patético Menino Branco"[4])
- Henry Garrett como Pete McCullough, filho mais novo de Eli
- Zahn McClarnon como Toshaway, um chefe tribal que vê o jovem Eli, como filho depois de capturá-lo
- Jess Weixler como Sally McCullough, esposa de Peter
- Paola Núñez como María García, amigo de infância de Peter que se torna cúmplice em alguns dos escalada da violência no Sul do Texas
- Elizabeth Frances como Prairie Flower
- Sydney Lucas como Jeannie McCullough, neta de Eli e filha de Pete, que se torna uma figura-chave no negócio da família

## Produção
Originalmente, Sam Neill foi definido como protagonista da série, mas saiu devido a razões pessoais. Pierce Brosnan foi escalado para substituí-lo. A produção da série iniciada em junho de 2016.

## Recepção
A primeira temporada recebeu críticas mistas. No site agregador de avaliações Rotten tomatoes a série tem um índice de aprovação de 54% com base em 24 avaliações, com uma classificação média de 5.8/10. O site do consenso crítico lê, "The Son's's épica narrativa e central forte desempenho são mutiladas pelo lento ritmo, apressada direção e superficial de execução." No Metacritic a série tem uma pontuação de 57 de 100 com base em 21 críticos, indicando "misto ou a média de revisões".